# Lingo - Eu Gosto do Verão
Lingo - Eu Gosto do Verão foi uma edição do Lingo transmitida de manhã e apresentada por José Carlos Malato na companhia da voz de Ana Galvão.
Este concurso da RTP é semelhante ao Lingo (edição da tarde), tendo de diferente: o apresentador, o nome, o estúdio e a cor do jogo de casa, etc.

## Audiência
A primeira emissão obteve 3.4% de audiência média e 21.1% de share.